# Паоло Фонтана
Паоло Антоніо Доменіко Фонтана  (італ. Paolo Antonio Domenico Fontana, пол. Paweł Antoni Fontana) (1696, Кастелло — 17 березня 1765, Заслав) — видатний український архітектор італійського походження, поручник артилерії ВКЛ.

## Біографія
Походив з незаможної сім'ї Джакомо Доменіко Фонтана і Марти Беллотті з оселі Кастелло в долині Вальсольда над озером Луґано (нині муніципалітет Вальсольда, провінція Комо, Італія). Охрещений 28 жовтня 1696 року.
Не відомо, де здобував освіту. 2 березня 1723 р. полишив вітчизну, у пошуках кращої долі подався до Речі Посполитої. До квітня 1726 р. мешкав у Варшаві, тоді, за сприяння відомого архітектора Юзеф Фонтана
поступив на службу до одного з найвпливовіших магнатів, коронного маршалка Павла Карла Санґушка. Цей період життя архітектора був найбільш продуктивним. Він створює типові для своєї творчості і водночас яскраві зразки сакральної архітектури, зокрема, костел Св. Анни в Любартові, костел Св. Людвіка у Володаві, костел і монастир оо. Реформатів у Раві Руській, греко-католицьку катедру у Холмі тощо.
У 1730 році узяв шлюб з першою своєю дружиною Маріанною Суфчинською (пол. Marianna Suffczyńska). Між 1730—1740 р. отримав звання поручника артилерії Великого Князівства Литовського, щоправда, цілком номінальне. 1745 р. повернувся в рідні краї.
З 1746 року знову в Речі Посполитій, повторно укладає контракт на службу при дворі князя Павла Карла Санґушка (у Заславі).
Після смерти дружини побрався вдруге (бл. 1748) з Терезою Ромайроні (італ. Teresa Romaironi).
Цей період був найбільш продуктивним в житті архітектора; будує костел і монастир оо. Лазаристів у Заславі, дерев'яний костел у Білогородці, костел оо. Домініканів у Вінниці, костел оо. Єзуїтів у Кременці, парафіяльний костел у Чуднові, костел оо. Капуцинів у Костянтинові, костел оо. Єзуїтів у Житомирі, палац князів Санґушків у Заславі (спільно з Якубом Фонтаною (італ. Jakub Fontana) тощо.
Після смерти князя Павла Карла Санґушка (1750 р.) в життя архітектора прийшли зміни. Барбара Санґушкова, амбітна вдова, плекала грандіозні плани, але похилий вік, хвороби завадили архітекторові зреалізувати їх уповні.
Завжди тужив за батьківщиною, прагнув повернутися; про неодноразові спроби це зробити свідчить кореспонденція, фінансові звітності, пов'язані з придбанням маєтку в Італії.
Близько 1764 р. архітектор остаточно втратив зір.
17 березня 1765 р. помер, був похований у Заславі, могила не збереглася. Родина архітектора переїхала до Львова.
Мав восьмеро дітей, четверо з яких, мабуть, не досягли підліткового віку. Донька Маріанна була одружена із львівським купцем Іоаном Буасероном (або Бойсероном), ще одна — з радником магістрату Франциском Лоншаном. Дружина адміністратора Ставропігії львівської, королівського поштмейстера Антона Дейми також походила з дому Фонтана.

## Праці
- Костел Св. Анни, Любартів
- Костел і монастир оо. Капуцинів, Любартів
- Палац князів Санґушків, Любартів
- Оранжерея при палаці князів Санґушків, Любартів
- Палац князів Санґушків, Заслав
- Палац князів Санґушків, Варшава
- Монастир оо. Домініканців, Раків
- Костел і монастир оо. Реформатів, Рава Руська
- Костел Непорочного Зачаття Пречистої Діви Марії[3] і монастир оо. Реформатів, Судова Вишня
- Костел оо. Єзуїтів, Кременець
- Костел парафіяльний, Чуднів
- Костел і монастир оо. Піярів[pl], Луків
- Костел Святого Духа, Люблін
- Монастир оо. Кармелітів, Люблин
- Греко-католицька катедра, Холм
- Костел і монастир оо. Реформатів, Холм
- Костел оо. Піярів, Холм
- Костел св. Людвіка, Володава
- Костел і монастир сс. Бригідок, Берестя
- Костел парафіяльний, Острів
- Костел і монастир оо. Капуцинів, Устилуг
- Костел оо. Єзуїтів, Житомир
- Костел оо. Домініканів, Вінниця
- Костел і монастир оо. Лазаритів, Заслав
- Будинок плебанії при церкві Св. Івана Хрестителя, Заслав
- Острозькі ворота, Заслав
- Костел і монастир оо. Капуцинів, Костянтинів
- Палац у Сребрищі біля Холма[4]

## Галерея

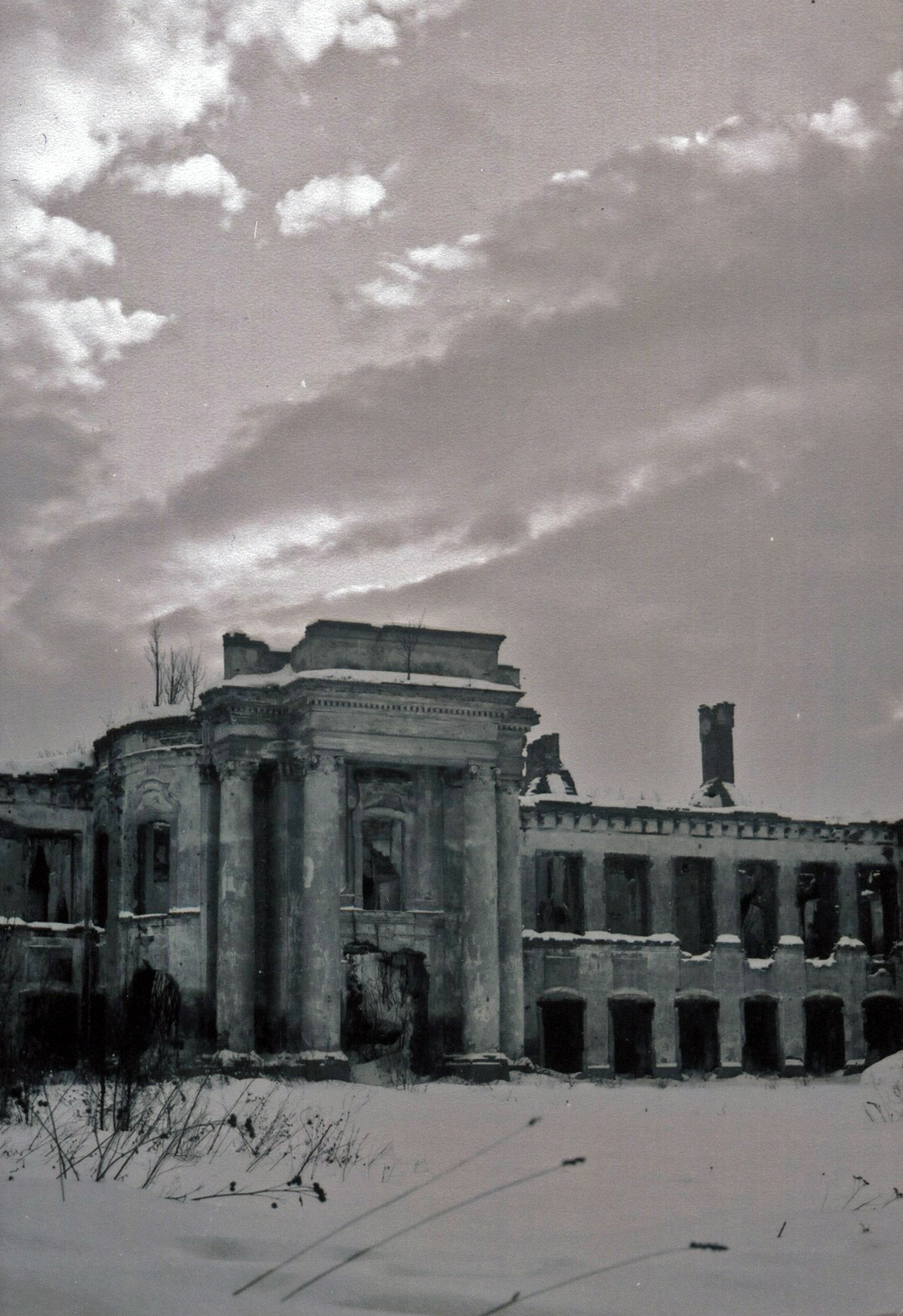
Палац Санґушків у Заславі від головного входу
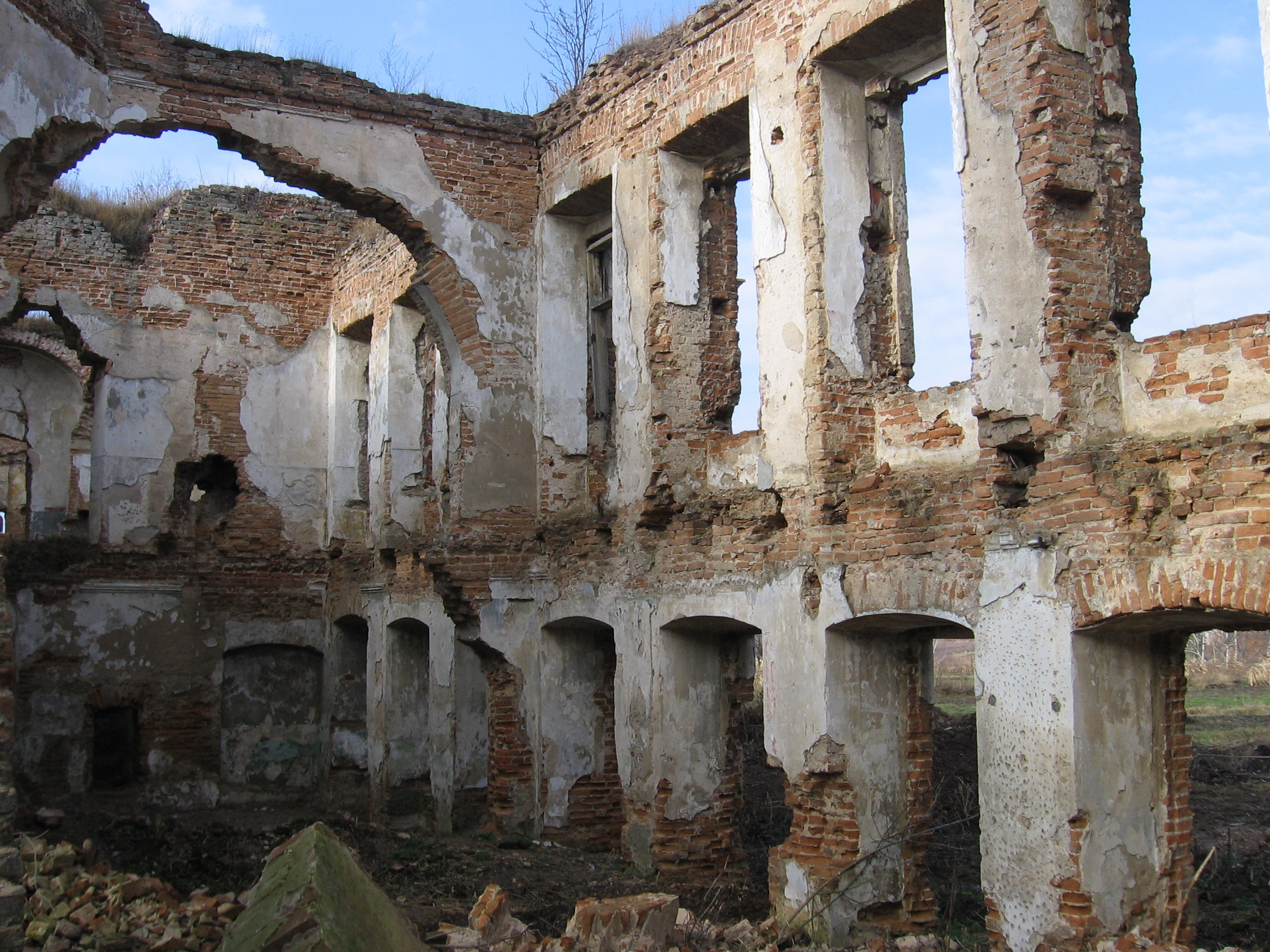
Сучасний стан інтер'єру палацу Санґушків у Заславі
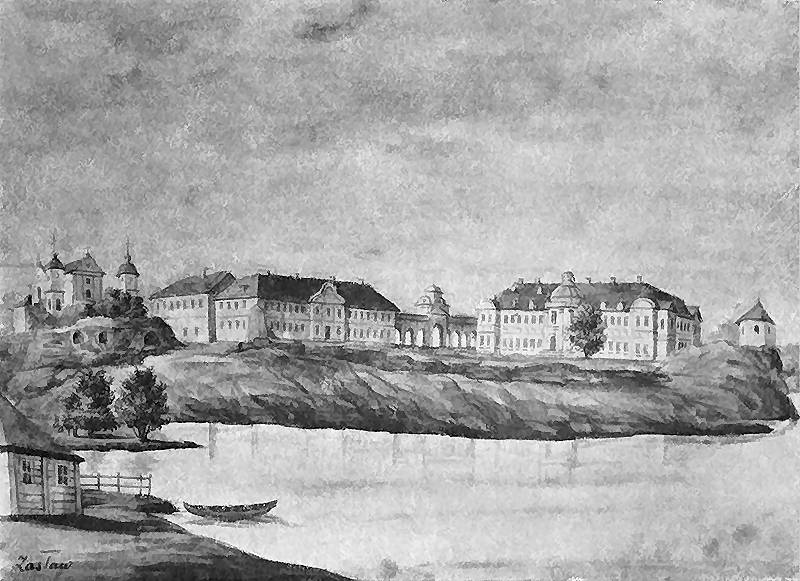
Костел та палац князів Санґушків у Заславі, Наполеон Орда 1872
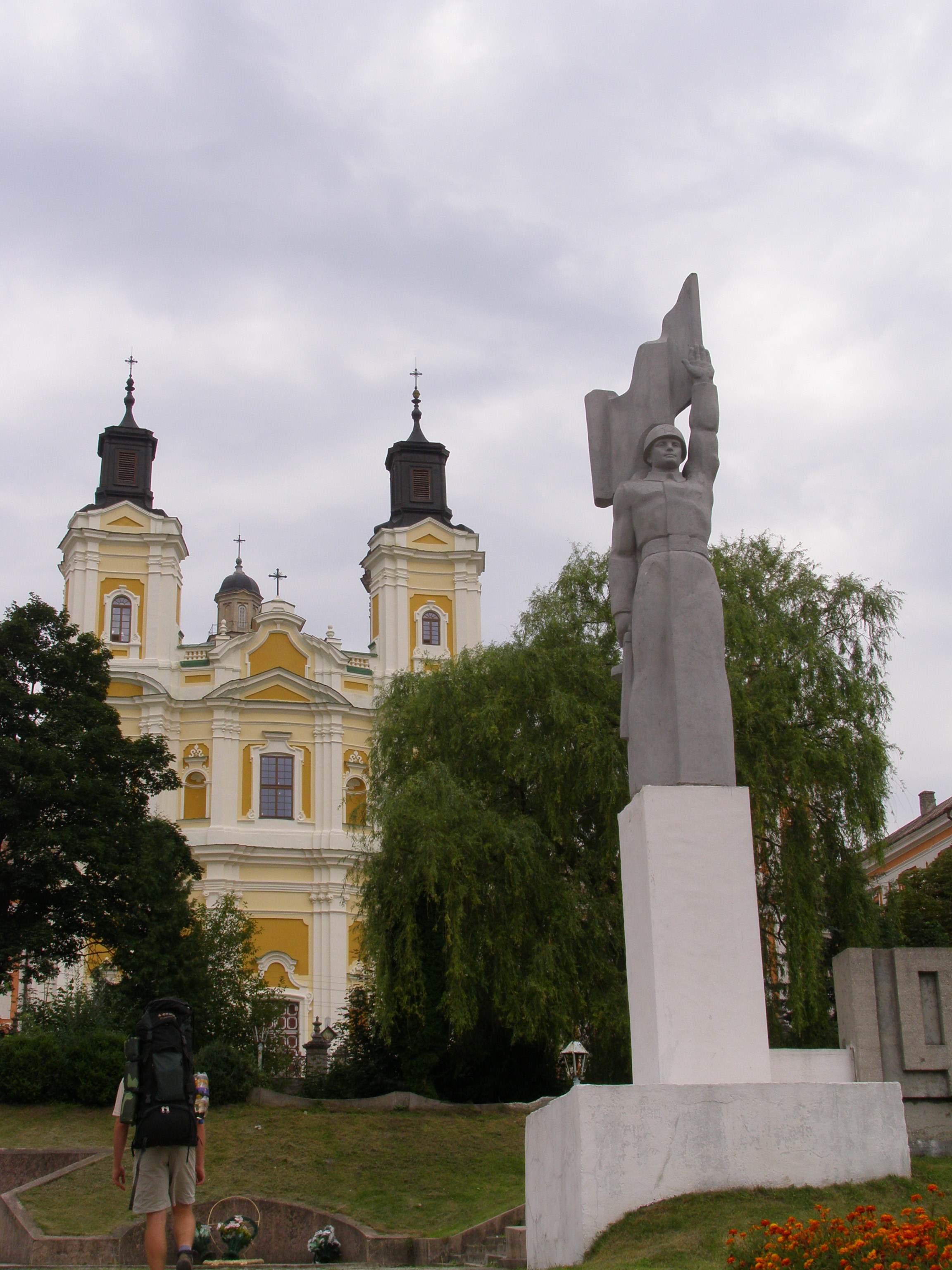
Постколоніальна еклектика. Пам'ятник полеглим у 2 Світовій війні радянським воякам на фоні костьолу оо. Єзуїтів у Крем'янці
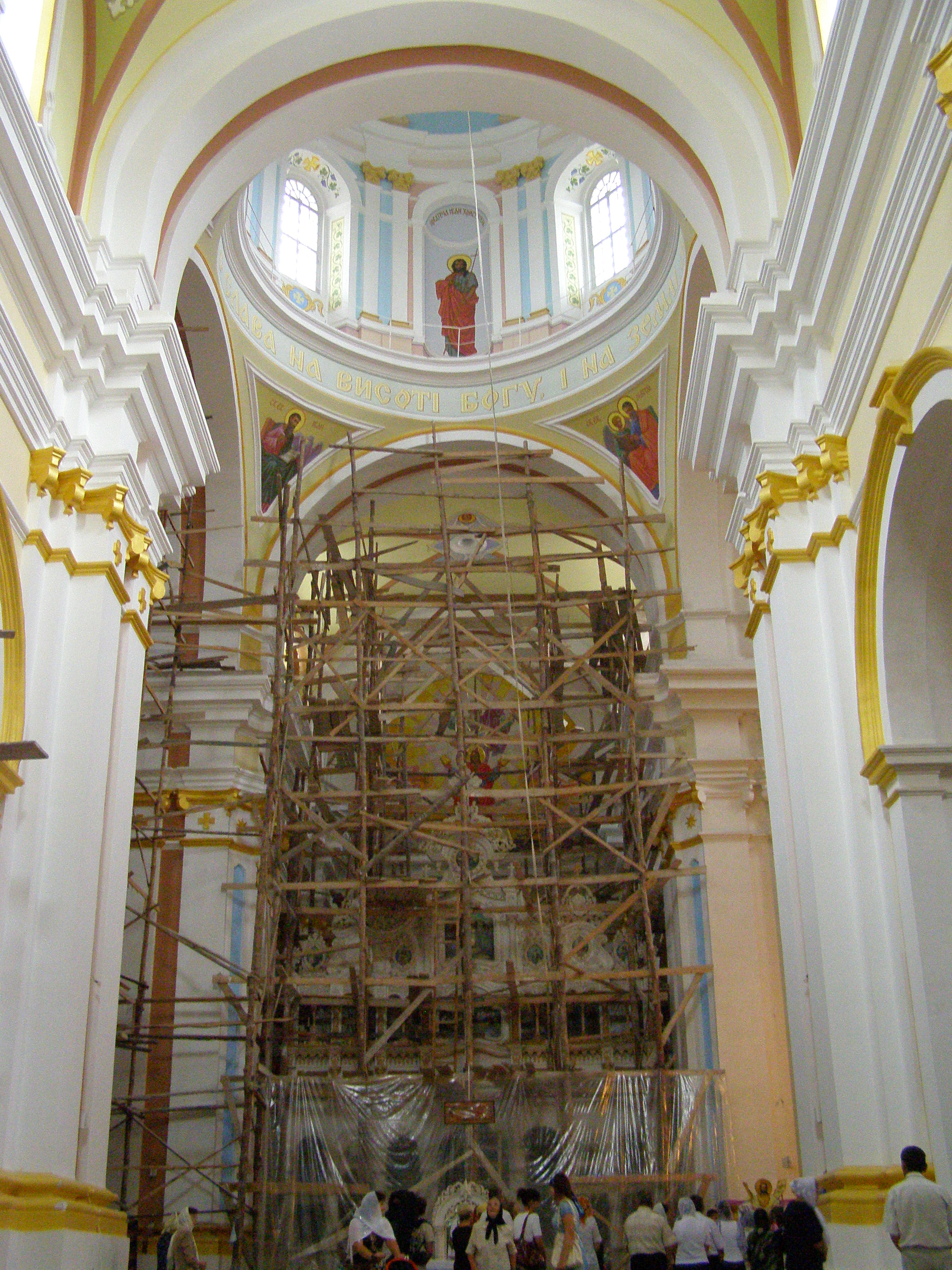
Інтер'єр костелу оо. Єзуїтів у Крем'янці
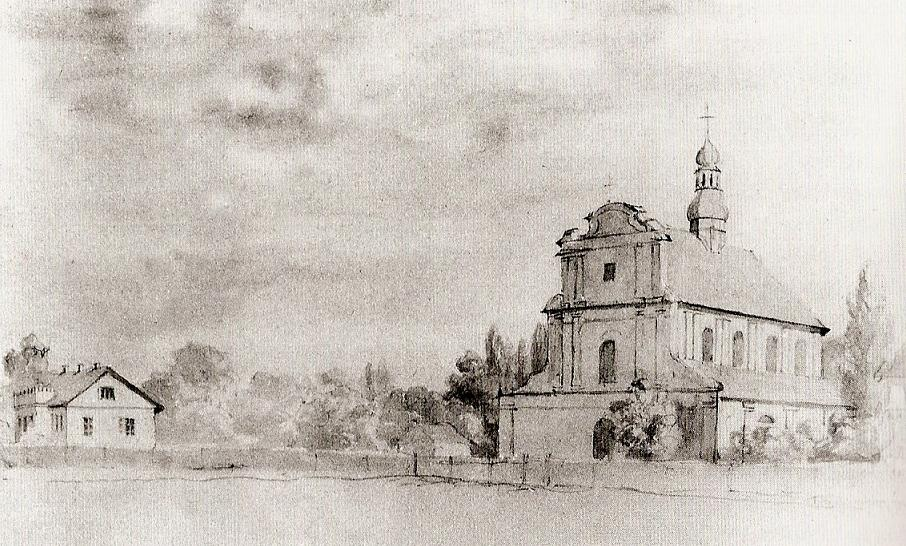
Наполеон Орда. Парафіяльний костел у Чуднові. 1874
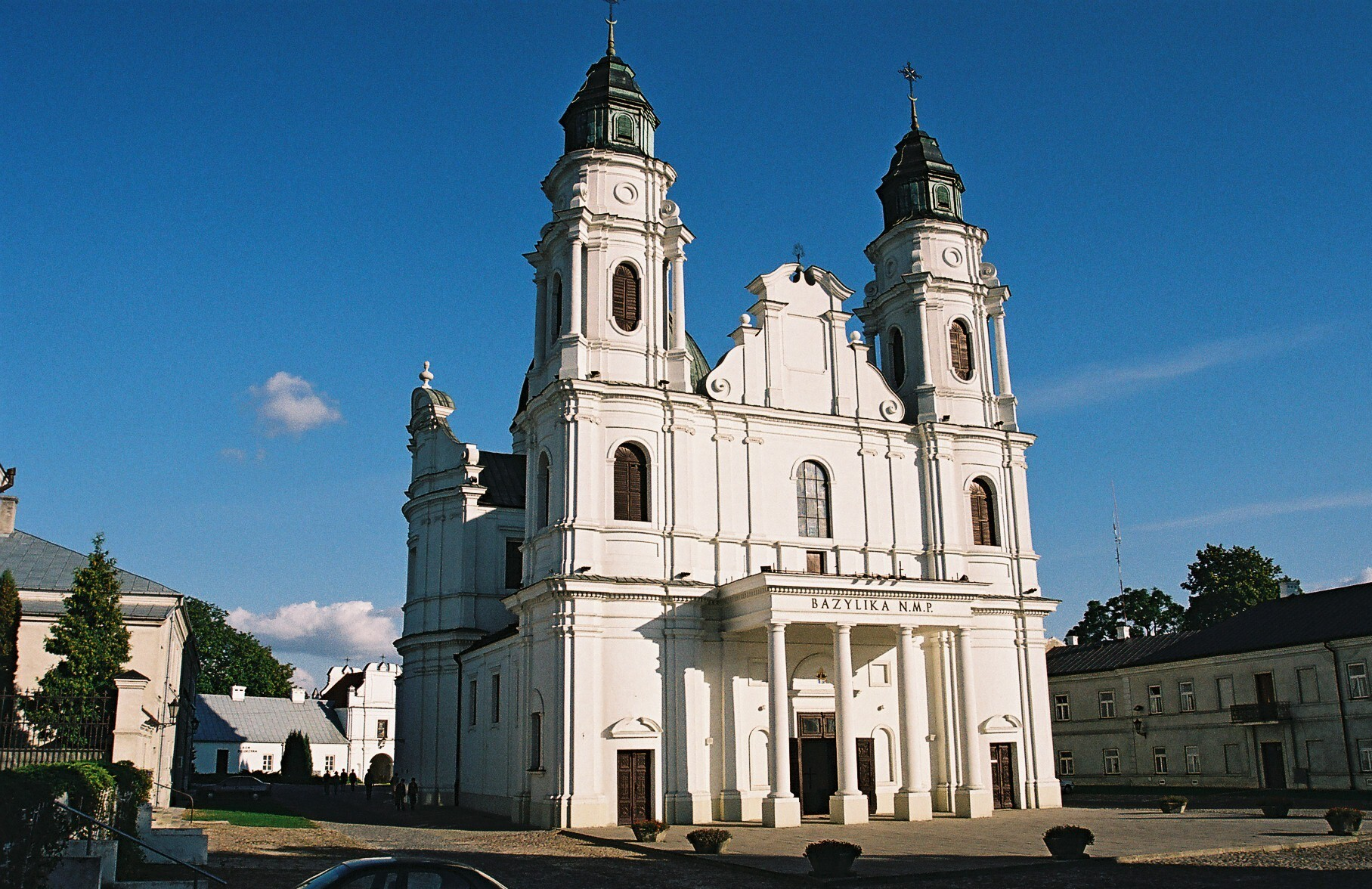
Греко-католицька катедра у Холмі
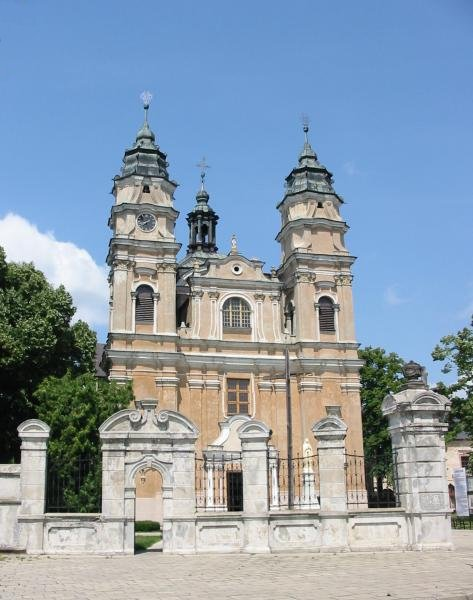
Костел Св. Людвіка у Влодаві
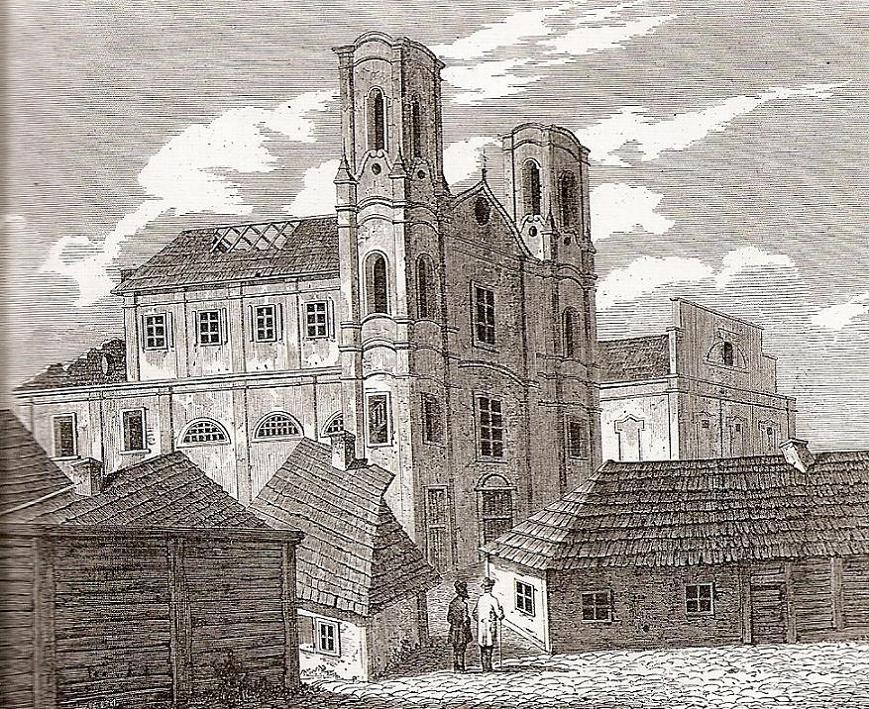
Костел оо. Єзуїтів у Житомирі. 1865
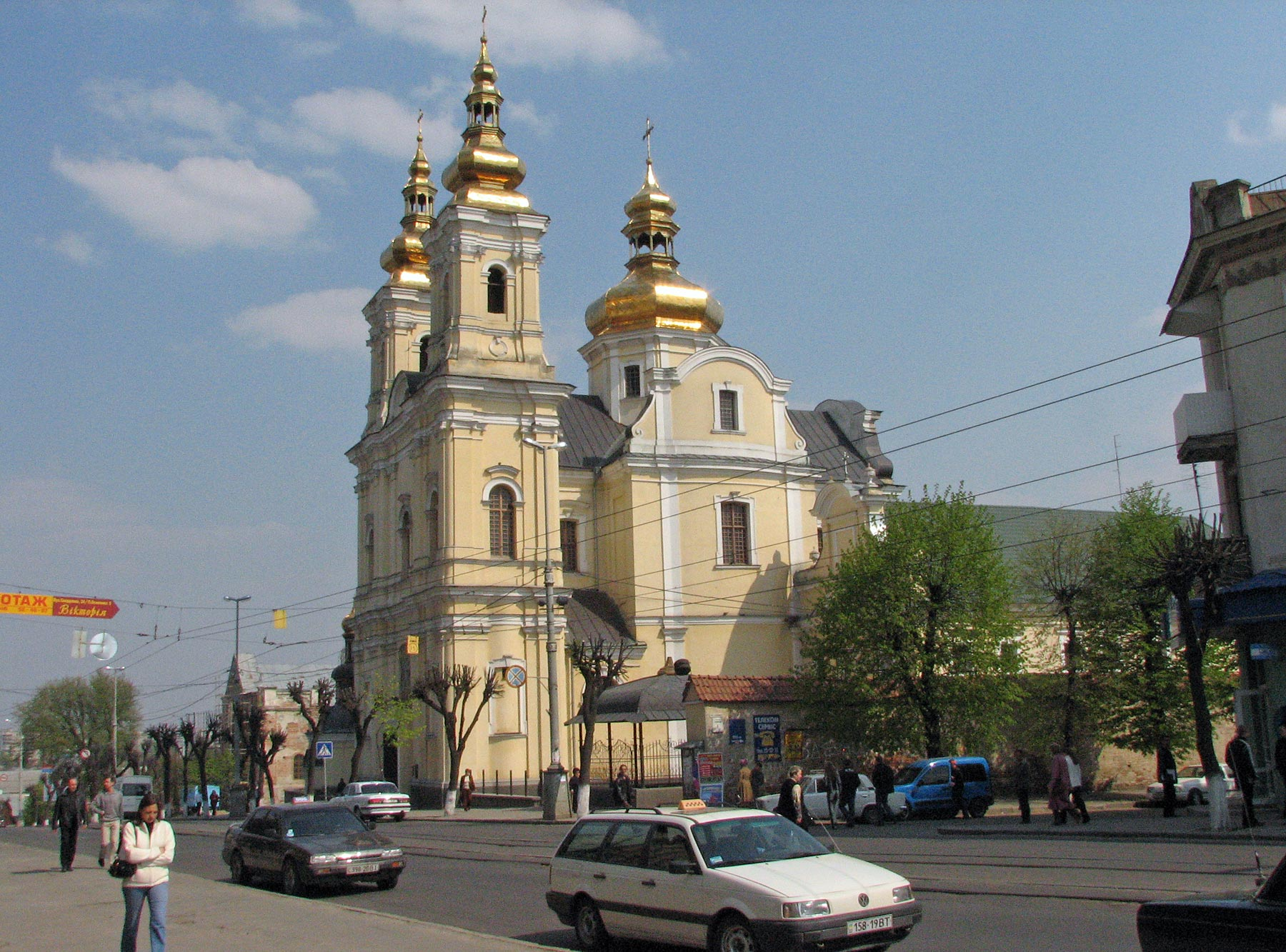
Костел оо. Домініканів у Вінниці
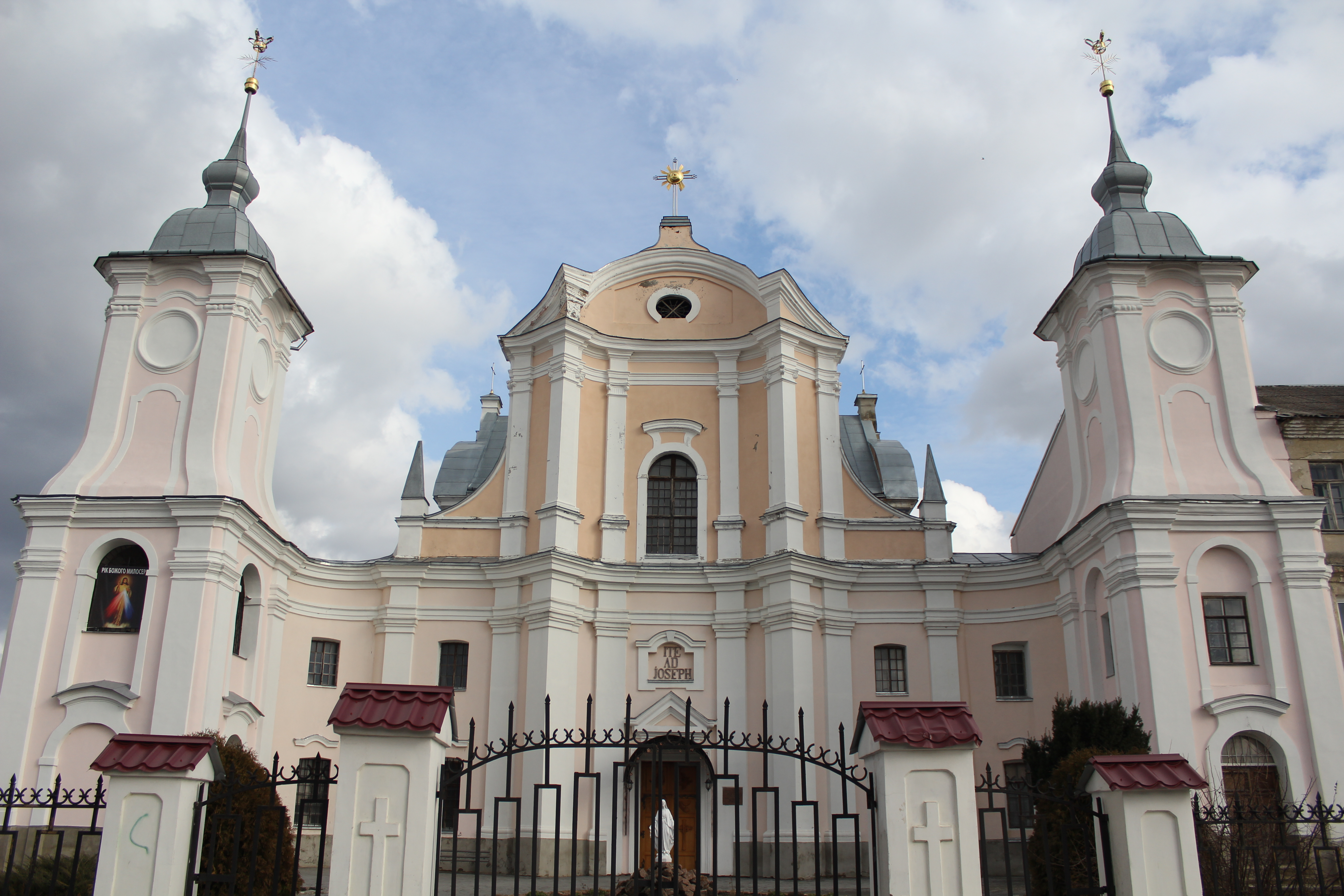
Костел Св. Йосипа у Заславі
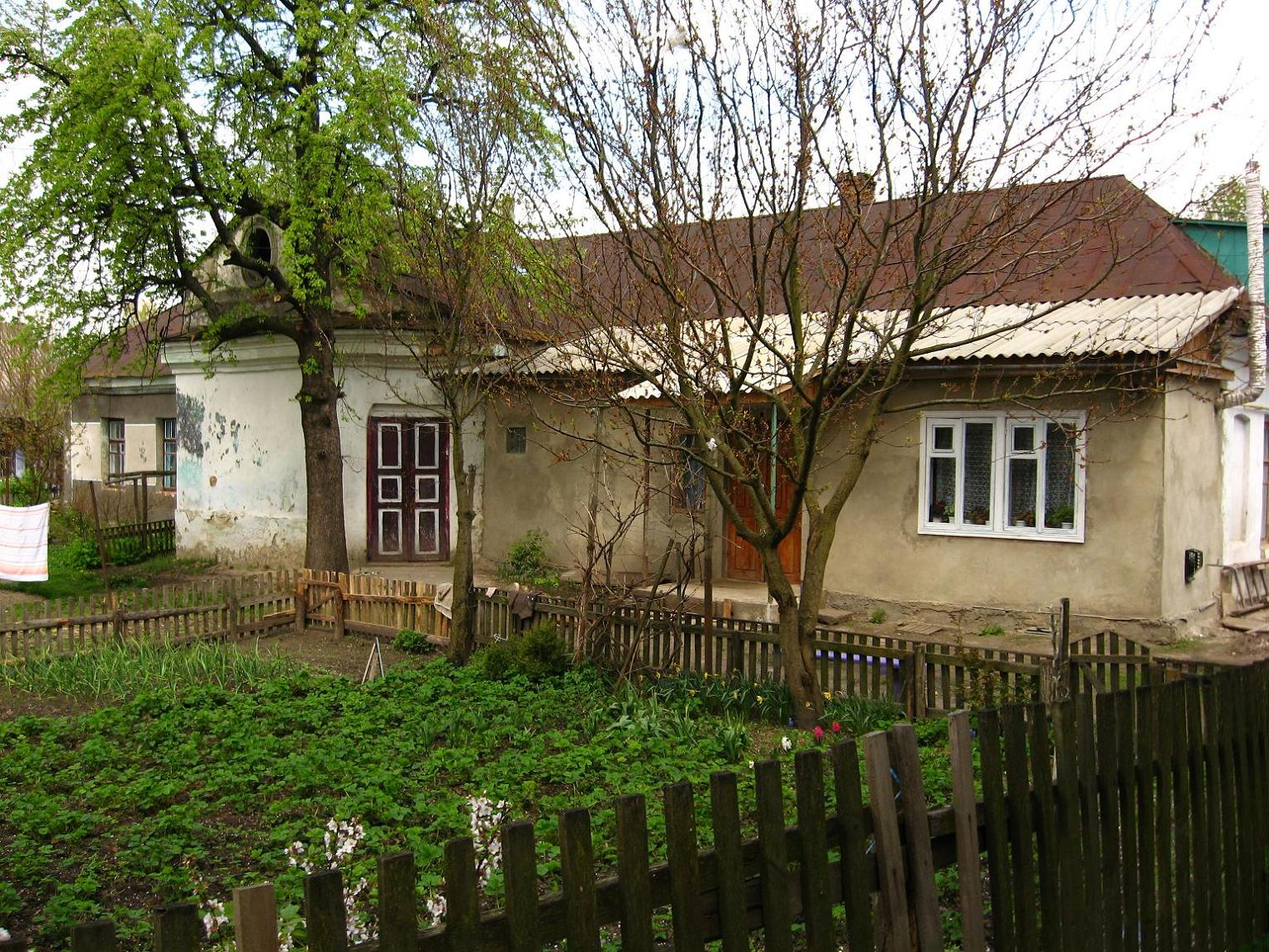
Будинок плебанії від входу. Заслав
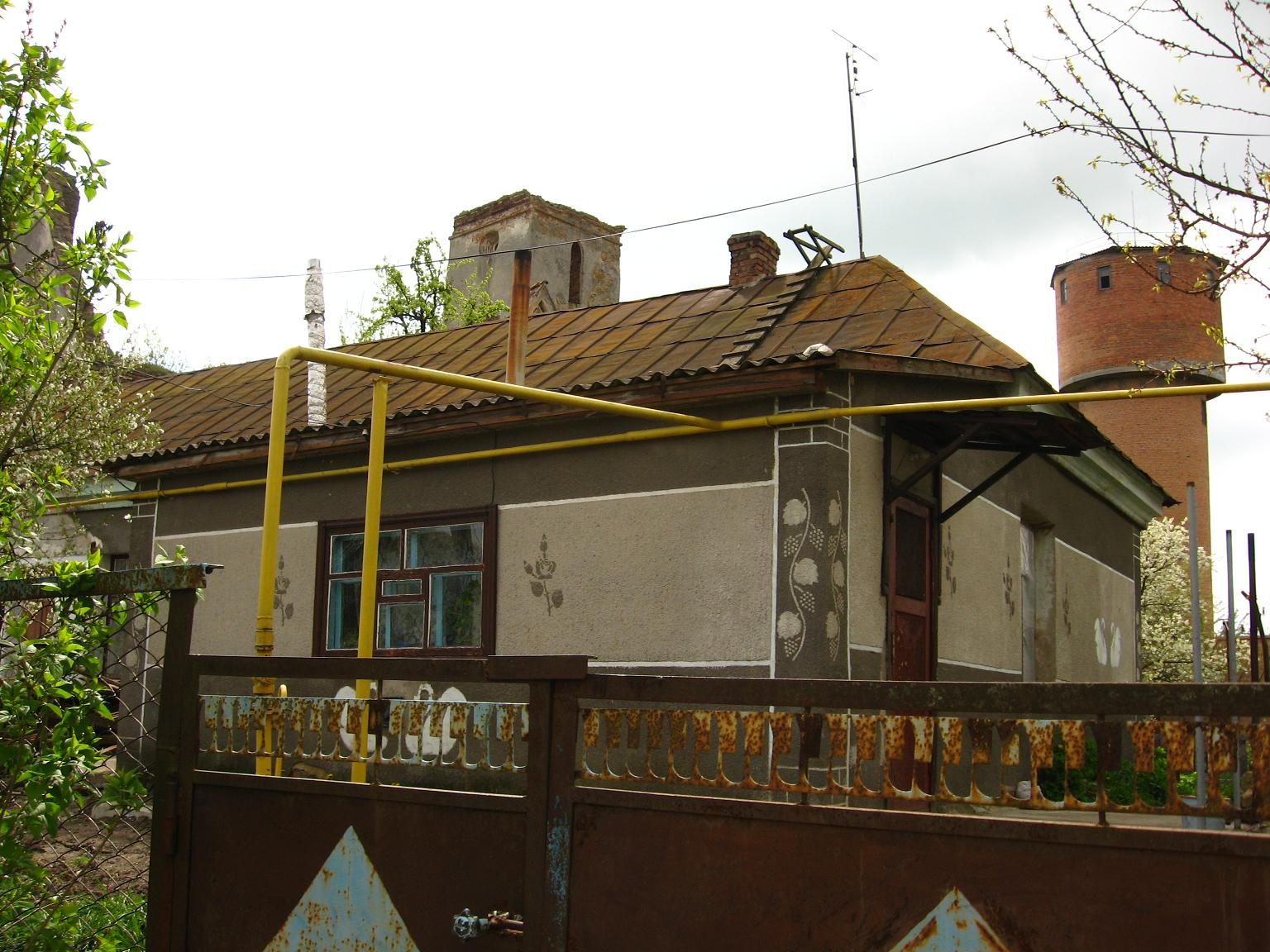
Будинок плебанії від вулиці Острозької. Заслав
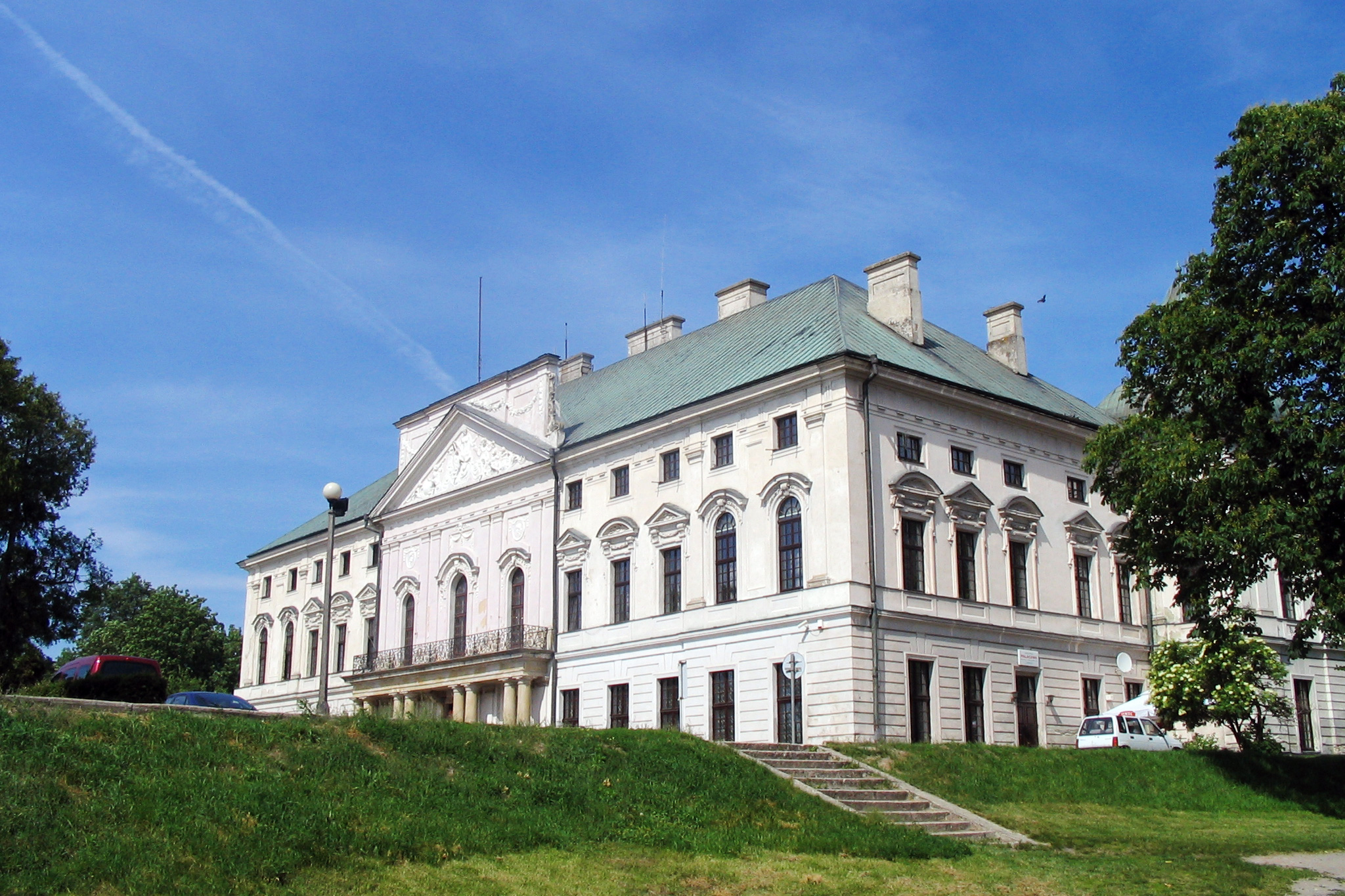
Палац Санґушків. Любартув
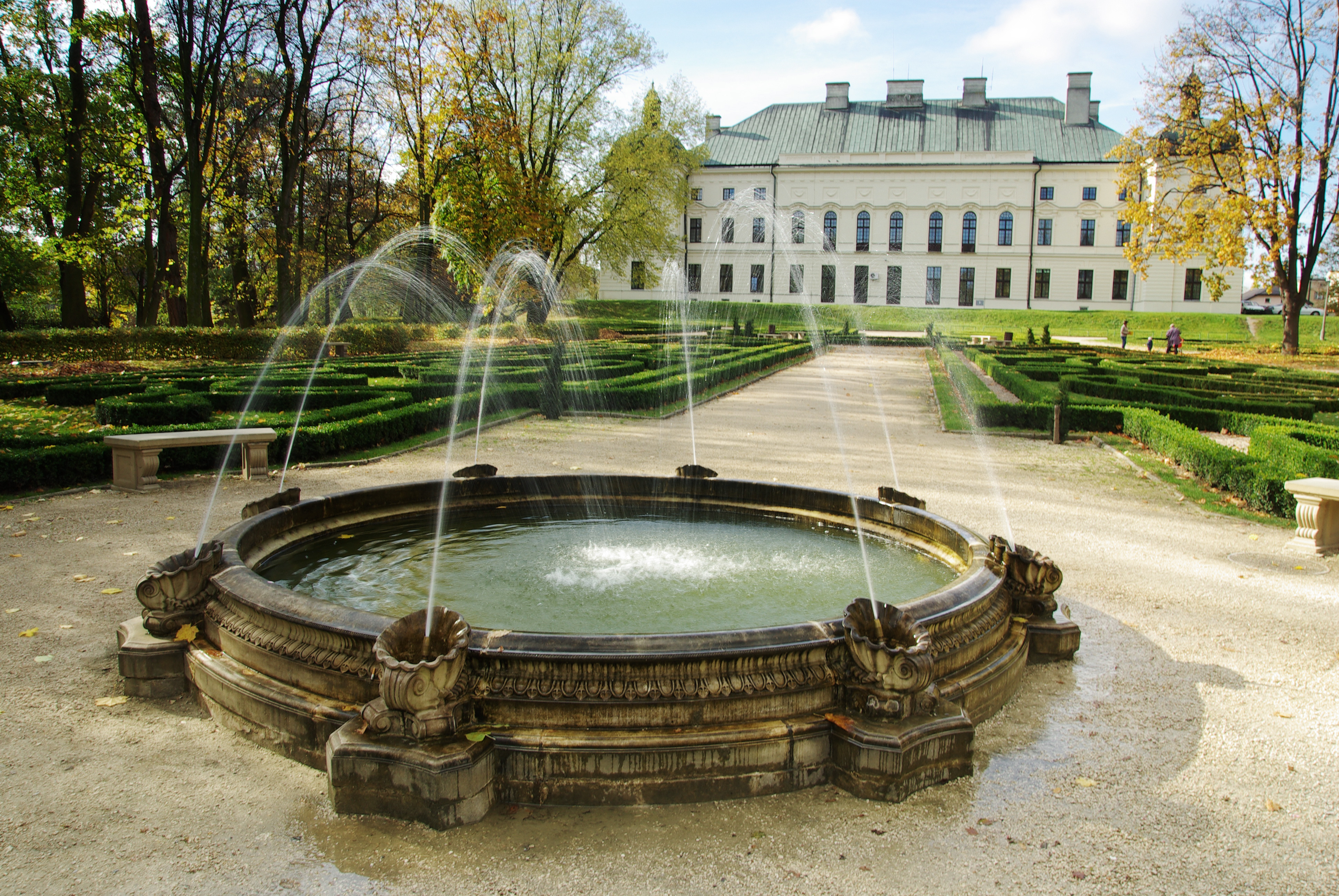
Фонтан біля палацу Санґушків в Любартові
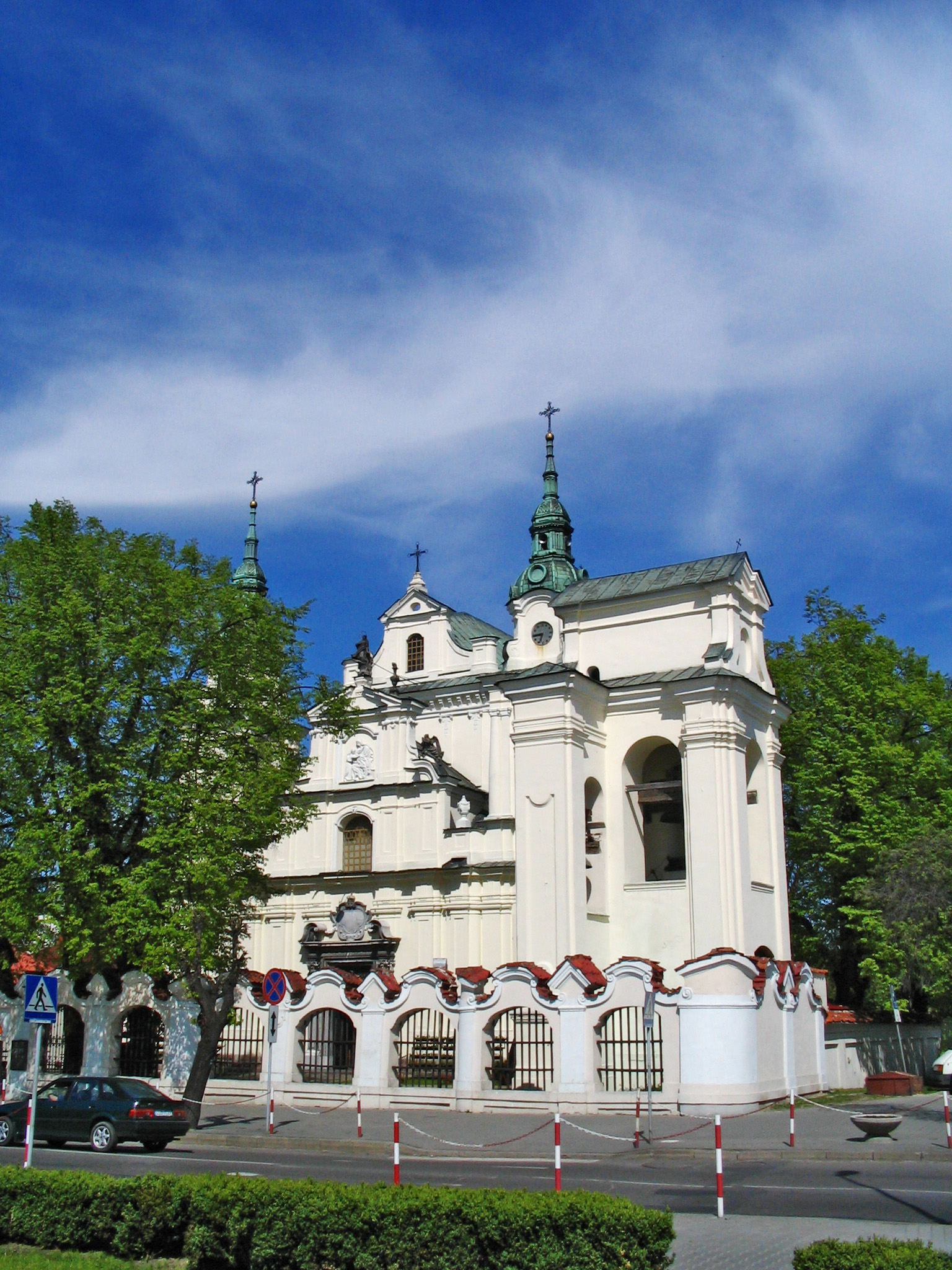
Костел Св. Анни. Любартув
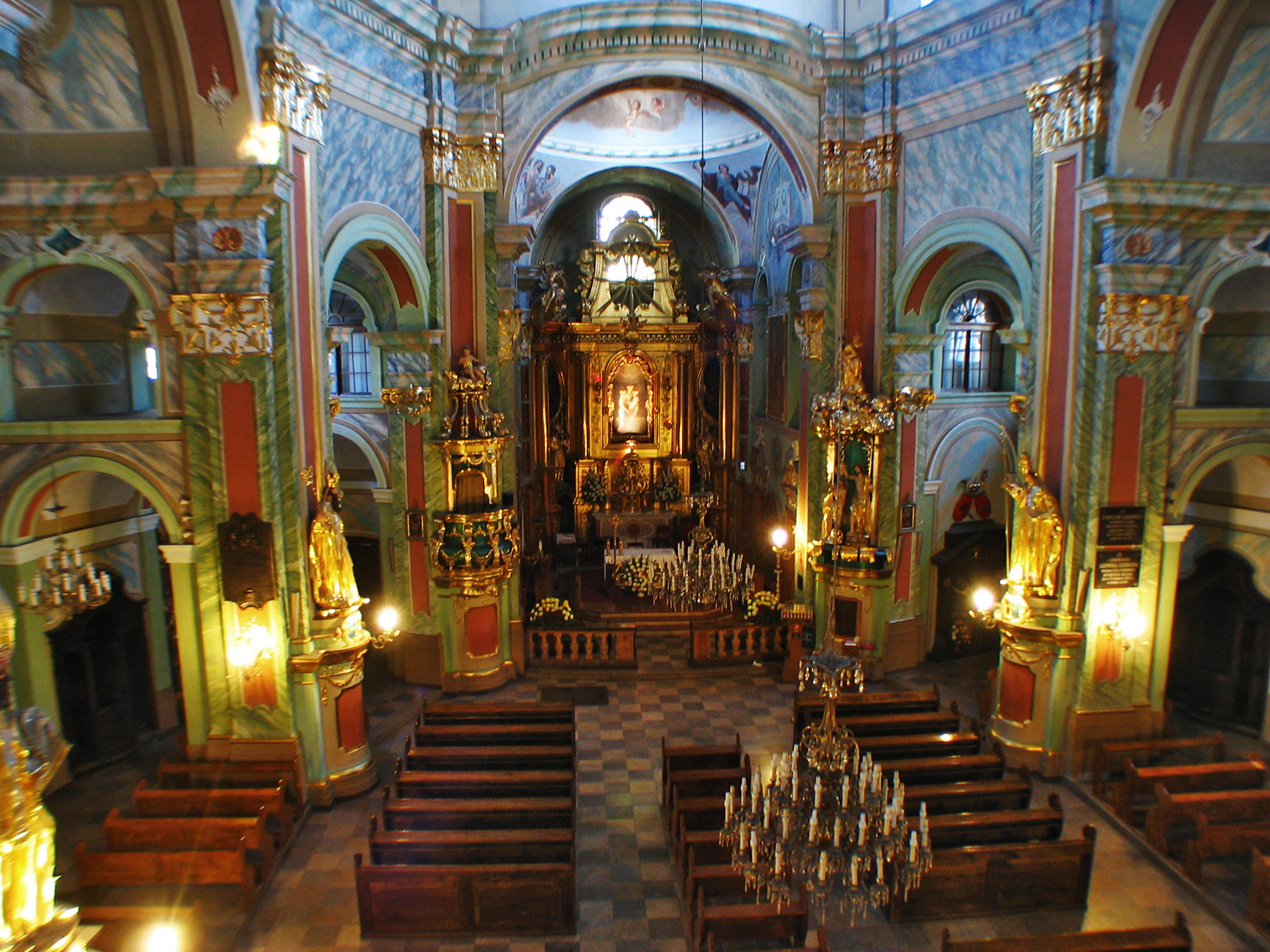
Костел Св. Анни в Любартові. Інтер'єр
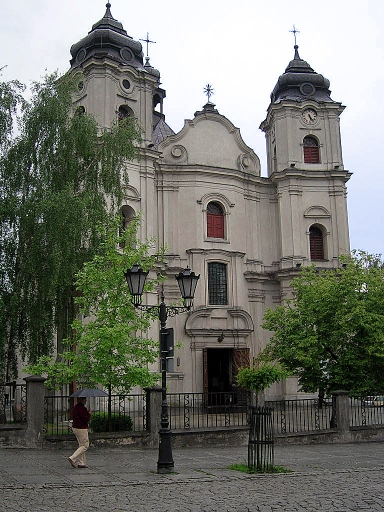
Костел оо. Піярів. Холм
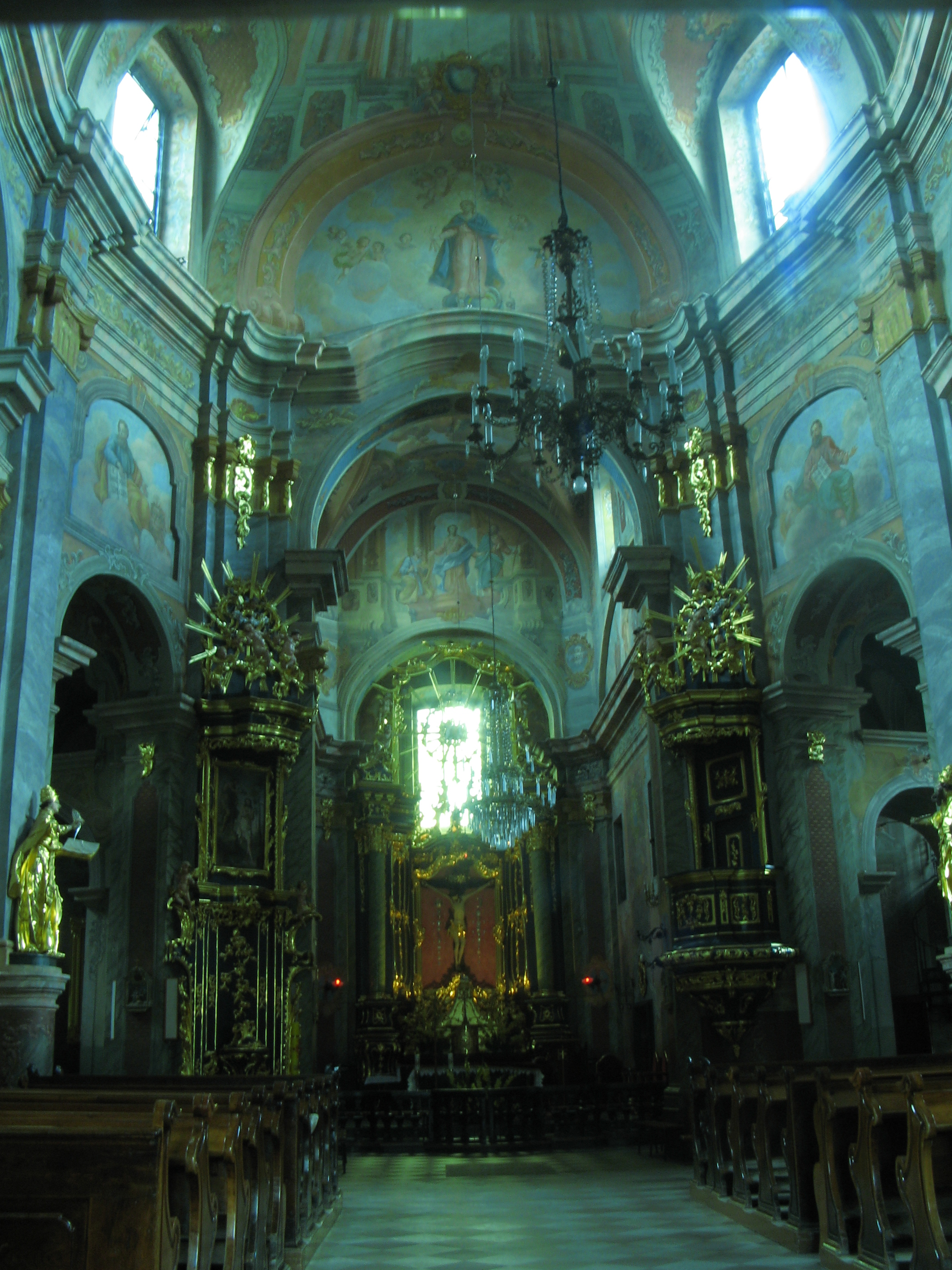
Костел оо. Піярів у Холмі. Інтер'єр
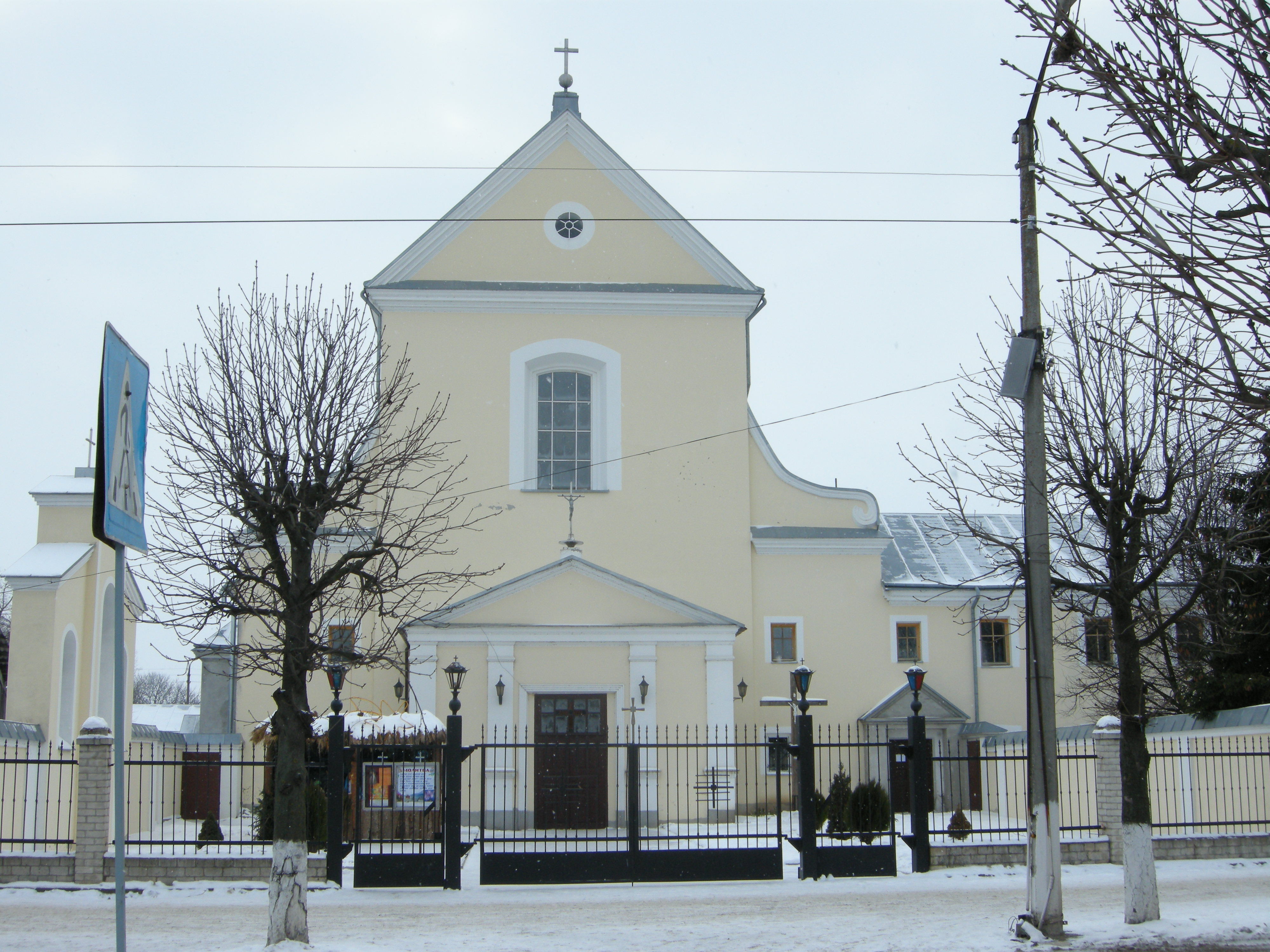
Костел Св. Івана Хрестителя у Старокостянтинові

## Вшанування пам'яті
15 лютого 2016 року розпорядженням міського голови ім'ям Паоло Фонтана названо вулицю в Ізяславі.